# بيت الاديب (إب)
بيت الاديب هي إحدى قرى الجمهورية اليمنية. تتبع جغرافيا لمحافظة إب وإداريًا لمديرية القفر. يبلغ تعداد سكانها 3194 نسمة حسب الإحصاء الذي أجري عام 2004.